# Morgan il razziatore
Morgan il razziatore (The Delta Factor) è un film del 1970 diretto da Tay Garnett.
È un film d'avventura statunitense con Yvette Mimieux, Christopher George e Diane McBain. È basato sul romanzo del 1969 The Delta Factor di Mickey Spillane.

## Trama
Kim Stacy e Morgan sono due agenti della CIA in missione segreta per salvare uno scienziato imprigionato dai terroristi su una remota isola.

## Produzione
Il film, diretto da Tay Garnett su una sceneggiatura dello stesso Garnett e di Raoul Walsh con il soggetto di Mickey Spillane, fu prodotto da Garnett per la Medallion Television e la Spillane-Fellows Productions e girato a Nashville nel Tennessee e a San Juan, Porto Rico.

## Distribuzione
Il film fu distribuito con il titolo The Delta Factor negli Stati Uniti dal 15 maggio 1970 dalla Continental Distributing.
Altre distribuzioni:
- in Messico il 1º gennaio 1976
- in Svezia il 13 settembre 1976 (Utan förbarmande)
- nel Regno Unito (Mickey Spillane's The Delta Factor)
- in Germania Ovest (Der Delta Faktor)
- in Finlandia (Ei armoa)
- in Grecia (Epidromi ston pyrgo tis Kolaseos)
- in Italia (Morgan il razziatore)
- in Grecia (To vromiko paihnidi enos tyhodiokti)

## Promozione
La tagline è: "Mickey Spillane. His Gut-Rupping!... Face Splattering!... Adventure Turns a Caribbean Paradise Into a Bullet-Riddled Island of Hell! ".